# Монтефіно
Монтефіно (італ. Montefino) — муніципалітет в Італії, у регіоні Абруццо,  провінція Терамо.
Монтефіно розташоване на відстані близько 140 км на північний схід від Рима, 45 км на північний схід від Л'Аквіли, 19 км на південний схід від Терамо.
Населення — 1036 осіб (2014).

## Демографія
Населення за роками:

Станом на 1 січня 2023 року в муніципалітеті офіційно проживали 74 іноземці з 16 країн, серед них 24 громадяни країн Євросоюзу та 1 громадянин України.

## Сусідні муніципалітети
- Атрі
- Кастільйоне-Мессер-Раїмондо
- Кастіленті
- Челліно-Аттаназіо